# نورمان موريس
نورمان موريس (9 مايو 1907 بسيدني في أستراليا - 15 يوليو 1982) (بالإنجليزية: Norman Morris)‏ هو لاعب كريكت أسترالي.

## وصلات خارجية
- نورمان موريس على موقع إي آس بي آن كريك إنفو (الإنجليزية)